# Duke Ragan
Duke Ragan (Cincinnati, 18 de septiembre de 19) es un deportista estadounidense que compite en boxeo.
Participó en los Juegos Olímpicos de Tokio 2020, obteniendo una medalla de plata en el peso pluma. Ganó una medalla de plata en el Campeonato Mundial de Boxeo Aficionado de 2017, en el peso gallo.

## Palmarés internacional
| Juegos Olímpicos   | Juegos Olímpicos    | Juegos Olímpicos | Juegos Olímpicos |
| Año                | Lugar               | Medalla          | Categoría        |
| ------------------ | ------------------- | ---------------- | ---------------- |
| 2020               | Tokio (Japón)       | Medalla de plata | 57 kg            |
| Campeonato Mundial |                     |                  |                  |
| Año                | Lugar               | Medalla          | Categoría        |
| 2017               | Hamburgo (Alemania) | Medalla de plata | 56 kg            |